# Hideyuki Nozawa
Hideyuki Nozawa (野澤 英之 Nozawa Hideyuki?), född 15 augusti 1994 i Saitama prefektur, är en japansk fotbollsspelare.
Nozawa började sin karriär 2013 i FC Tokyo. 2017 flyttade han till FC Gifu. Efter FC Gifu spelade han för Ehime FC och Ventforet Kofu.